# 东乐站
东乐站位于甘肃省张掖市山丹县东乐镇，是兰新铁路的一座火车站，等级为四等站，距兰州站518公里，距乌鲁木齐站1374公里，本站及相邻上下行区间均为电气化区段。本站仅办理货运，不办理客运业务。邮政编码为734114。